# Fitzroy (fleuve du Queensland)
Pour les articles homonymes, voir Fitzroy.
Le Fitzroy (en anglais : Fitzroy River), fleuve du Queensland, est, par l'étendue de son bassin (150 000 kilomètres carrés), le deuxième fleuve d'Australie.

## Étymologie
Il a été appelé ainsi par Charles et William Archer le 4 mai 1853 en l'honneur de Sir Charles Fitzroy, gouverneur de la Nouvelle-Galles du Sud.

## Géographie
Son cours est situé dans le Queensland. Il nait de la confluence des rivières Dawson et MacKenzie et après un parcours de 490 kilomètres entrecoupé de nombreux barrages (dont le Fitzroy River Barrage à Rockhampton), il se jette dans l'océan Pacifique près de Port-Alma.

## Industries ou économie
Les principales industries trouvées dans son bassin son l'industrie minière, l'élevage du bétail et la culture du coton.